# Lanthanotus borneensis
Lanthanotus borneensis (tên tiếng Anh nghĩa là kỳ đà không tai) là một loài thằn lằn bán thủy sinh màu nâu bản địa Bắc Borneo. Đây là loài duy nhất trong họ Lanthanotidae, một nhóm có họ hàng với kỳ đà và thằn lằn hột (Heloderma horridum).
Loài này là rất hiếm, và phần lớn các mẫu vật đã biết đều được bảo tồn, mặc dù chúng cũng là rất hiếm. Loài này chủ yếu thu hút sự quan tâm của các nhà khoa học, vì nó là một nhóm ngoài tiến hóa của cả Varanidae lẫn Helodermatidae.